# Gare de Saint-Aubin - Saint-Luperce
Pour les articles homonymes, voir Gare de Saint-Aubin.
La gare de Saint-Aubin - Saint-Luperce est une halte ferroviaire française de la ligne de Paris-Montparnasse à Brest, située sur le territoire de la commune de Saint-Aubin-des-Bois, à proximité de Saint-Luperce, dans le département d'Eure-et-Loir, en région Centre-Val de Loire.
C'est une halte de la Société nationale des chemins de fer français (SNCF) desservie par les trains du réseau TER Centre-Val de Loire.

## Situation ferroviaire
Établie à 161 m d'altitude, la gare de Saint-Aubin - Saint-Luperce est située au point kilométrique (PK) 98,581 de la ligne de Paris-Montparnasse à Brest, entre les gares ouvertes d'Amilly-Ouerray et Courville-sur-Eure.

## Histoire
Elle est mise en service en mai 1857 avec l'ouverture de la voie entre la gare de Chartres et la gare de Rennes.

## Fréquentation
Selon les estimations de la SNCF, la fréquentation annuelle de la gare s'élève aux nombres indiqués dans le tableau ci-dessous.
| Année               | 2023   | 2022   | 2021   | 2020   | 2019   | 2018   | 2017   | 2016   | 2015   |
| ------------------- | ------ | ------ | ------ | ------ | ------ | ------ | ------ | ------ | ------ |
| Nombre de voyageurs | 21 617 | 23 878 | 17 062 | 14 947 | 18 501 | 14 033 | 12 809 | 16 298 | 17 792 |

## Service des voyageurs

### Accueil
Elle est équipée de deux quais latéraux qui sont encadrés par deux voies. Le changement de quai se fait par un platelage posé entre les voies (passage protégé).

### Dessertes
La gare de Saint-Aubin - Saint-Luperce est desservie par des trains du réseau TER Centre-Val de Loire circulant entre Chartres et Nogent-le-Rotrou. La gare est desservie par 7,5 allers-retours par jour en semaine. Au-delà de Chartres, trois allers-retours sont prolongés ou amorcés en gare de Paris-Montparnasse. Au-delà de Nogent-le-Rotrou, un aller-retour, appartenant alors à partir de cette gare au réseau TER Pays de la Loire, est prolongé ou amorcé en gare du Mans.
Le temps de trajet est d'environ 1 heure 25 minutes depuis Le Mans, 40 minutes depuis Nogent-le-Rotrou, 10 minutes depuis Chartres et 1 heure 20 minutes depuis Paris-Montparnasse.